# Systematic Parasitology
«Systematic Parasitology» — міжнародний науковий журнал, спеціалізований на таксономії і систематиці паразитичних організмів.